# Vérjniaya Java
Vérjniaya Java (ruso: Ве́рхняя Ха́ва) es un asentamiento rural y pueblo (seló) de Rusia, capital del raión homónimo en la óblast de Vorónezh.
En 2021, el territorio del asentamiento tenía una población de 7730 habitantes, de los cuales 7344 vivían en el propio pueblo y el resto repartidos en cinco pedanías: los pueblos de Bogoslovka y Vasílyevka 1-ya, las aldeas (derevni) de Mokrusha y Talóvaya y el posiólok de Cherniaji.
Se ubica a orillas del río Java, unos 50 km al noreste de la capital regional Vorónezh.

## Historia
En su origen era una pequeña localidad rural, si bien fue adquiriendo cierta importancia por su cercanía a Vorónezh. Desde finales del siglo XIX se desarrolló notablemente por albergar una estación del Ferrocarril del Sureste, actualmente fuera de servicio, en la línea de Vorónezh a Anna. Debido a su situación ferroviaria, y a que la Unión Soviética le dio el estatus de capital de raión, a finales del siglo XX llegó a superar los nueve mil habitantes. En 1976 se produjo en sus cercanías el accidente aéreo del vuelo 909 de Aeroflot.